# Potamobatrachus trispinosus
Potamobatrachus trispinosus  (лат.) — вид пресноводных лучепёрых рыб из семейства батраховых (Batrachoididae). Единственный представитель рода Potamobatrachus. Родовое название образовано от греческих слов ποταμός — река и βάτραχος — лягушка, жаба. Распространены в притоках реки Амазонки. Максимальная длина тела 5 см
. 

## Описание
Кожа голая. Три боковые линии. На крышечной кости имеется твёрдый шип, на подкрышечной кости — три твёрдых шипа и один волосок. Ядовитых желез нет. Фотофоров нет. Клыковидных зубов на челюстях нет. В первом спинном плавнике три колючих луча, а во втором спинном плавнике 18—19 мягких лучей. В анальном плавнике 15—16 мягких лучей. Маленькие брюшные плавники расположены перед грудными плавниками. Позвонков 26—28. Хвостовой плавник закруглённый. По бокам тела проходят 4 поперечные седловидные полосы коричневого цвета.

## Распространение
P. trispinosus  — один из немногих пресноводных видов рыб в семействе батраховых. Встречаются только в бассейне реки Амазонки в реках Арагуая и Токантинс. Обитают на глубине до 2 м.